# ジョバンナ・アマティ
ジョバンナ・アマティ（Giovanna Amati, 1959年7月20日 - ）は、イタリア人の元レーシングドライバー。

## 経歴
イタリア・ローマで自動車修理工場や映画館経営を手掛ける工業実業家の父と、元女優の母のあいだに生まれ、資産家の良家に育つ。父が持つ自動車工場で幼少から遊んでいた為、レーシングドライバーの知り合いがいたり、工場の従業員に「エンジンの仕組みはどうなってるの？」と尋ねては納得できるまで話を聞いているような子供だったという。同じくローマ出身で富豪の子息であるエリオ・デ・アンジェリスと仲がよく、彼からの後押しもあり18歳になると母国でレースを始める。
1981年にイタリアフォーミュラ・フィアット・アバルトにデビュー。1985年からはイタリアF3選手権、1987年には国際F3000選手権へとステップアップする。特に目立った成績を残していたわけではなく、F3や国際F3000においても最高位は7位と入賞経験は無かったが、1992年にブラバムからF1に参戦しF1世界選手権にエントリーした史上5人目の女性ドライバーになった。
この年のブラバムは当初中谷明彦とドライバー契約を結んでいたが、国際自動車連盟（FIA）が中谷へのスーパーライセンス発給を認めなかったため、ブラバムは1991年の国際F3000にフル参戦していたアマティと契約した。当時のFIAのスーパーライセンス発給基準は「実質的に国際F3000に1シーズン出場しているか、イギリス、フランス、ドイツ、イタリア、日本、南アフリカのF3の現チャンピオンか、前年のF1世界選手権に5回以上スタートしている」となっており、中谷は全日本F3選手権タイトル経験者で、前年全日本F3000選手権で1勝を挙げていたが、FIAはスーパーライセンス発給基準を満たしていないと判断した。
F1には1978年のディビナ・ガリカ以来14年ぶりとなる女性ドライバーの参戦とあってその走りに注目が集まり、アマティは「全力でやる。ただそれだけよ。」と語り、「私はレーシングドライバーだし、それなりに優秀な部分もあると思っている。陸上競技と違って、車とか馬を使う競技は女でも勝てると思う」と抱負を述べ、ブラバムを運営するミドルブリッジ・レーシングのデニス・ナーシー監督も「ジョバンナにはF1に乗る資質がある」とコメントを出していたが、開幕戦から3戦全て予選最下位で予選落ちを喫し、また契約条項にあるスポンサー料持ち込みが予定日までにチームへ行われなかったこともあり即日解雇された。空いたアマティのシートには、デイモン・ヒルが座った。アマティ以降、F1の公式セッションに参加した女性ドライバーは2014年のスージー・ヴォルフのみである（2025年4月現在）。

## エピソード
- アマティ家は裕福で、家にはフェラーリ、ポルシェ、BMWがあり、免許を取る前からそれでローマ市街を走り運転を習得した。ローマの人々の車の運転は荒いため、「ローマの街では腕のいいドライバーじゃないと生き残れないのよ。いい練習になったわ」と述べている[1]。
- 13歳の誕生日に父からベスパのスクーターを贈られたが、実は父には内緒で12歳の時からホンダの500ccオートバイに乗っていた[5]。
- かつて資産家の令嬢として身代金目的で誘拐される事件が起きたが、誘拐中に犯人と恋仲となり救出を拒否している（いわゆるストックホルム症候群）。父は180万ドルの身代金を犯人に支払い、ジョバンナは解放された。この事件はイタリア初の女性誘拐事件でもあった[1]。
- 1985年に参戦していたイタリアF3選手権で知り合ったルイス・ペレス＝サラと交際し、1988年時点では婚約中であると紹介されていたが[6]、アマティが家庭を持つことよりレース活動続行を希望し婚約解消となった。
- F1シート喪失後、1992年末に当時フェラーリのアドバイザーを務めていたニキ・ラウダとの交際がイタリアの週刊誌で報じられ、約2年交際していた。なお、ラウダとの交際発覚時には「フラビオ・ブリアトーレの愛人だったはずのジョヴァンナ、ラウダ航空に乗り換え」との見出しが付けられていた[7]。ラウダの死去後、アマティは自身のSNSで2人の思い出の写真を投稿し追悼した。
- 1994年のF1シーズン開幕前、元フェラーリ監督のチェーザレ・フィオリオが「女性ドライバー2名によるチーム発足構想がある」と表明し、そのドライバーとして名前が挙がっていたがその後進展がなく実現しなかった。同年には資金難に苦しんでいたパシフィック・レーシングに資金を持ち込みF1へ復帰する可能性が報じられたが[8]、チームがF1から撤退してしまったためこれも実現はしなかった。

### 技量
アマティは、開幕戦から技能を疑問視される面が多く見られた。参戦した3レースでは、予選でチームメイトのエリック・ヴァン・デ・ポールから3秒から5秒程度遅いタイムを記録し、予選通過タイムからは大きく遅れていた。開幕戦では他のドライバーから「彼女はバックミラーを見てないから、後ろから抜くとき怖い。鏡を見るのは化粧のときだけなのかな」と揶揄された。
日本での評価は、「女性でもF1でやれるところを見せて欲しい」というエールも若干あったものの、当時実況担当の1人だった古舘伊知郎からは「F1小町」「動くシケイン」と称された。

## レース戦績

### 国際フォーミュラ3000
| 年     | エントラント                 | シャーシ        | エンジン      | タイヤ | 1       | 2       | 3       | 4       | 5       | 6       | 7       | 8       | 9       | 10      | 11  | 順位 | ポイント |
| ------ | ---------------------------- | --------------- | ------------- | ------ | ------- | ------- | ------- | ------- | ------- | ------- | ------- | ------- | ------- | ------- | --- | ---- | -------- |
| 1987年 | BS・ファブリケーションズ     | ローラ・T87/50  | コスワースDFV | A      | SIL     | VLL     | SPA     | PAU     | DON 16  | PER DNQ | BRH     | BIR     | IMO DNQ | BUG     | JAR | NC   | 0        |
| 1988年 | コルト・レーシング           | ローラ・T88/50  | コスワースDFV | A      | JER 10  | VLL Ret | PAU DNQ | SIL DNQ | MNZ 10  | PER 12  | BRH DNQ | BIR DNQ | BUG     | ZOL     | DIJ | NC   | 0        |
| 1990年 | ロニー・モータースポーツ     | レイナード・90D | コスワースDFV | A      | DON Ret | SIL DNQ | PAU DNQ | JER DNQ |         |         |         |         |         |         |     | NC   | 0        |
| 1990年 | ロニー・モータースポーツ     | ローラ・T89/50  | コスワースDFV | A      |         |         |         |         | MNZ DNQ |         |         |         |         |         |     | NC   | 0        |
| 1990年 | コリン・ベネット・レーシング | レイナード・90D | 無限・MF308   | A      |         |         |         |         |         | PER DNQ | HOC 15  | BRH DNQ | BIR DNQ | BUG DNQ | NOG | NC   | 0        |
| 1991年 | GJ・モータースポーツ         | レイナード・91D | コスワースDFV | A      | VLL DNQ | PAU Ret | JER DNQ | MUG 14  | PER Ret | HOC 9   | BRH 19  | SPA DNQ | BUG 7   | NOG Ret |     | NC   | 0        |

### イギリス・フォーミュラ3000選手権
| 年     | エントラント                    | シャーシ       | エンジン       | 1     | 2       | 3   | 4   | 5   | 6   | 7   | 8   | 9   | 10  | 11  | 順位 | ポイント |
| ------ | ------------------------------- | -------------- | -------------- | ----- | ------- | --- | --- | --- | --- | --- | --- | --- | --- | --- | ---- | -------- |
| 1991年 | GJ-ブロムレイ・モータースポーツ | レイナード 91D | コスワース DFV | OUL 9 | DON Ret | BRH | BRH | OUL | SNE | THR | DON | BRH | SIL | DON | NC   | 0        |

- 太字はポールポジション、斜字はファステストラップ。

### F1
| 年     | エントラント | シャーシ | エンジン           | 1       | 2       | 3       | 4   | 5   | 6   | 7   | 8   | 9   | 10  | 11  | 12  | 13  | 14  | 15  | 16  | WDC | ポイント |
| ------ | ------------ | -------- | ------------------ | ------- | ------- | ------- | --- | --- | --- | --- | --- | --- | --- | --- | --- | --- | --- | --- | --- | --- | -------- |
| 1992年 | ブラバム     | BT60     | ジャッド 3.5 L V10 | RSA DNQ | MEX DNQ | BRA DNQ | ESP | SMR | MON | CAN | FRA | GBR | GER | HUN | BEL | ITA | POR | JPN | AUS | NC  | 0        |

### 全日本F3選手権
| 年     | エントラント      | シャーシ     | エンジン     | 1   | 2   | 3   | 4   | 5   | 6   | 7   | 8   | 9   | 10      | 順位 | ポイント |
| ------ | ----------------- | ------------ | ------------ | --- | --- | --- | --- | --- | --- | --- | --- | --- | ------- | ---- | -------- |
| 1989年 | INNOMA HOUSE GOLD | ラルト・RT32 | トヨタ・3S-G | SUZ | FSW | SUZ | TSU | SUG | TSU | SUZ | NIS | SUZ | SUZ DNQ | NC   | 0        |

- 太字はポールポジション、斜字はファステストラップ。(key)